# Caspian Airlines
Caspian Airlines (persisch هواپیمایی کاسپین) ist eine iranische Fluggesellschaft mit Sitz in Teheran und Basis auf dem Flughafen Teheran-Imam Chomeini.

## Geschichte

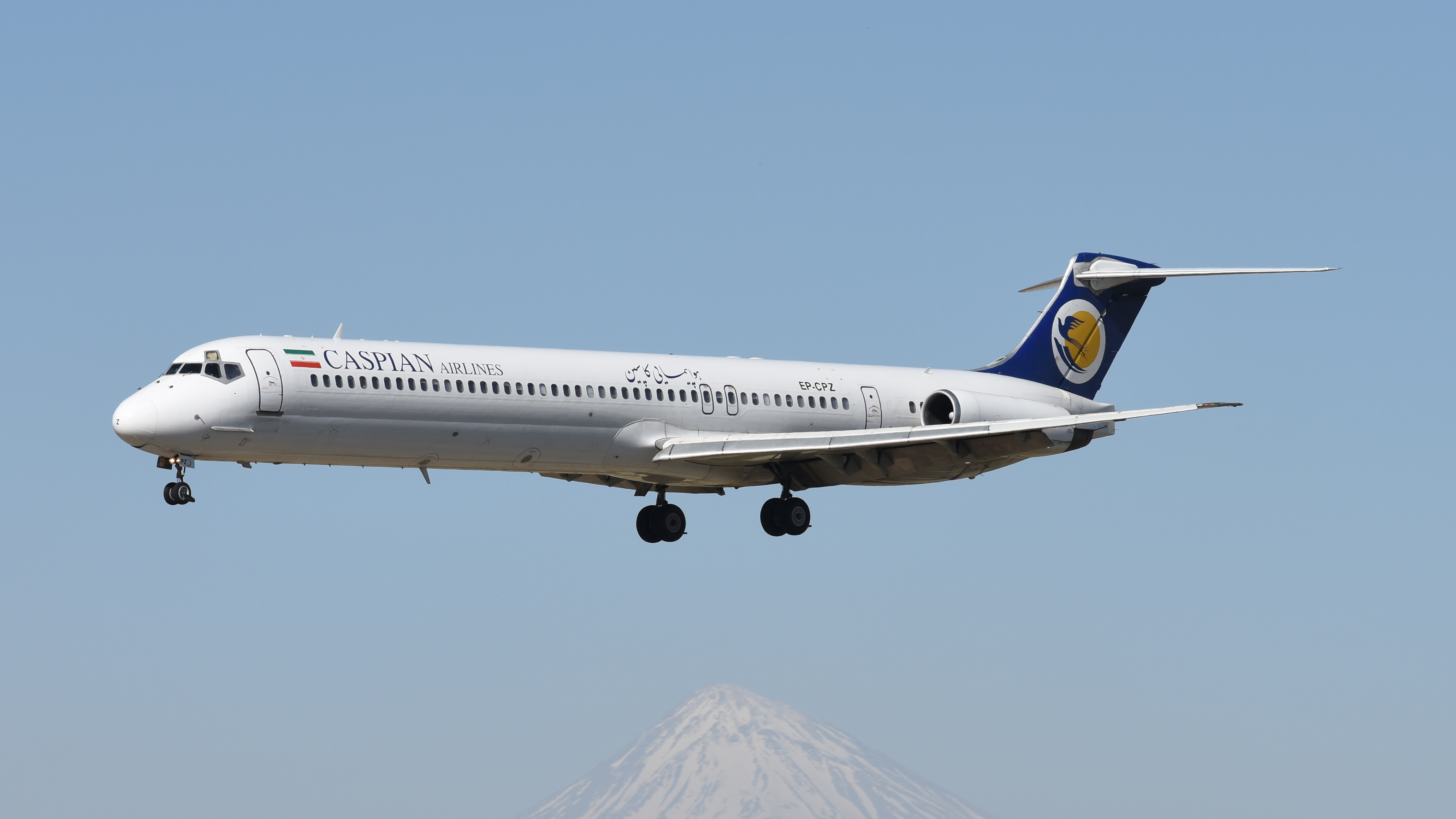
Die 2020 verunglückte McDonnell-Douglas DC-9-83 der Caspian Airlines

Die Fluggesellschaft wurde 1993 gegründet und nahm den Flugverkehr im September desselben Jahres auf.

## Flotte

### Aktuelle Flotte
Mit Stand Februar 2021 besteht die Flotte der Caspian Airlines aus zehn Flugzeugen mit einem Durchschnittsalter von 26 Jahren:
| Flugzeugtyp                     | Anzahl | bestellt | Anmerkungen                               |
| ------------------------------- | ------ | -------- | ----------------------------------------- |
| Boeing 737-400                  | 03     |          | ehemalige Maschinen der Malaysia Airlines |
| Boeing 737-500                  | 02     |          |                                           |
| McDonnell Douglas DC-9-83/MD-83 | 05     |          |                                           |
| Gesamt                          | 10     | –        |                                           |

### Ehemalige Flugzeugtypen
Im Laufe ihres Bestehens betrieb Caspian Airlines auch folgende Flugzeugtypen:
- Boeing 737-300
- Boeing 747-100
- Boeing 747-200
- Jakowlew Jak-40
- Jakowlew Jak-42
- Tupolew Tu-154M

## Zwischenfälle

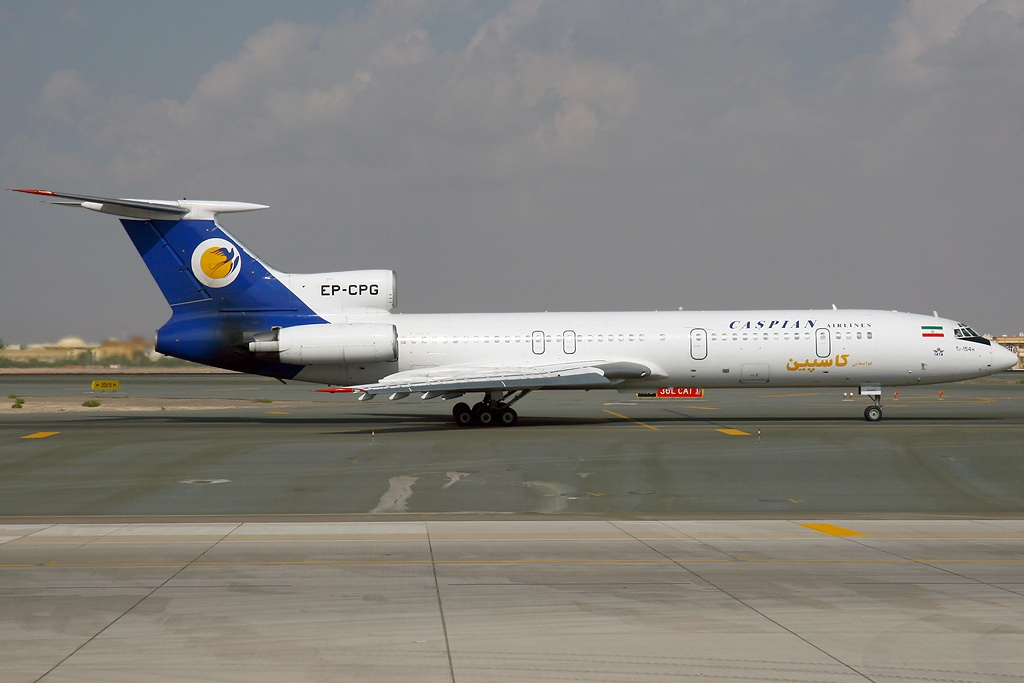
Die 2009 verunglückte Tupolew Tu-154M der Caspian Airlines

- Am 15. Juli 2009 stürzte eine Tupolew Tu-154M der Caspian Airlines auf dem  Flug von Teheran nach Jerewan in der Nähe des Dorfs Dschannatabad bei Qazvin im Nordwesten des Iran ab. Die Maschine mit dem Luftfahrzeugkennzeichen EP-CPG verunglückte 16 Minuten nach dem Start, alle 156 Passagiere und die zwölf Crewmitglieder kamen dabei ums Leben (siehe auch Caspian-Airlines-Flug 7908).[3]

- Am 27. Januar 2020 kam die McDonnell Douglas DC-9-83/MD-83 mit dem Luftfahrzeugkennzeichen EP-CPZ bei der Landung auf dem Flughafen Mahschahr im Südwesten des Irans nicht vor dem Ende der Landebahn zum Stehen. Das Bahnende wurde überrollt und die Maschine kam erst auf der dahinterliegenden Autobahn zum Stillstand. Das Fahrwerk brach weg, die Zelle blieb weitgehend intakt. Dennoch wurde die Maschine zum Totalschaden. Alle 136 Passagiere und 8 Crewmitglieder blieben unverletzt. Vorläufige Untersuchungen gehen von einem technischen Defekt der ca. 30 Jahre alten Maschine aus.[4][5]